# 埼玉縣公安委員會
埼玉縣公安委員會（日语：／ Saitamaken kō'an-i'inkai */?）是由埼玉縣知事所轄，負責管理埼玉縣警察的行政委員會，由5名委員組成。

## 委員
- 委員長
  - 阿部理一郎
- 委員
  - 木村健司
  - 松本輝夫
  - 知久公子
  - 野瀨清喜

## 下部組織
- 埼玉縣警察

## 外部連結
- 埼玉県公安委員会 （页面存档备份，存于）